# Álvaro Mejía Pérez
Álvaro Mejía Pérez (Madrid, 18 januari 1982) is een Spaanse verdediger die in 2011 Arles-Avignon verruilde voor de Turkse club Konyaspor.

## Titels
- Real Madrid CF
  - La Liga: 1 (2006)
  - Supercopa de España: 1 (2003)